# Далтепарин натрия
Далтепарин - это низкомолекулярный гепарин. Он продается как Fragmin. Как и другие низкомолекулярные гепарины, далтепарин используется для профилактики или лечения тромбоза глубоких вен и тромбоэмболии легочной артерии, чтобы снизить риск инсульта или сердечного приступа. Далтепарин действует, усиливая активность антитромбина III, ингибируя образование как фактора Ха, так и тромбина. Обычно его вводят путем самостоятельной инъекции.
Исследование CLOT, опубликованное в 2003 году, показало, что у пациентов со злокачественными новообразованиями и острой венозной тромбоэмболией (ВТЭ) далтепарин более эффективен, чем варфарин, в снижении риска повторных эмболических событий. Далтепарин не превосходит нефракционированный гепарин в предотвращении образования тромбов.
Гепарины выводятся почками, но исследования показали, что далтепарин не накапливается, даже если функция почек снижена. По данным исследований на животных, примерно 70% далтепарина выводится через почки.
В мае 2019 года Управление по санитарному надзору за качеством пищевых продуктов и медикаментов США (FDA) одобрило инъекцию Фрагмина для уменьшения рецидивов симптоматической ВТЭ у педиатрических пациентов в возрасте одного месяца и старше.

## Применение в медицине

### Серповидноклеточная анемия
Данные об эффективности далтепарина были очень ограниченными и касались только интенсивности боли, которая в большей степени снижалась при лечении далтепарином, чем при применении плацебо. Этих данных недостаточно, чтобы подтвердить вывод о том, что низкомолекулярные гепарины эффективны при лечении вазоокклюзионных кризов (болевых приступов) у людей с серповидно-клеточной анемией (СКА). Для подтверждения или опровержения результатов этого единственного исследования[какого?] необходимы дополнительные исследования с различными типами низкомолекулярного гепарина, используемого при различных формах серповидно-клеточной анемии. Вазоокклюзионные кризы могут быть чрезвычайно изнурительными и могут существенно повлиять на качество жизни; поэтому важно знать, могут ли низкомолекулярные гепарины служить полезным вариантом лечения с небольшим количеством побочных эффектов.
Текущие рекомендации и методы ведения вазоокклюзионных кризов у людей с СКА по-прежнему в значительной степени основаны на суждениях врачей. Однако результаты этого обзора демонстрируют, что в настоящее время существуют доказательства очень низкого качества, подтверждающие принятие надежных клинических решений относительно использования НМГ у пациентов с СКА.
Рак
Больные раком имеют повышенный риск образования тромбов. Данные позволяют предположить, что влияние низкомолекулярного гепарина на смертность в сравнении с нефракционированным гепарином остается неопределенным, либо размер эффекта небольшой. Недостаточно доказательств, чтобы подтвердить превосходство в снижении рецидивов тромбообразования [повторного образования кровяных сгустков] или риска кровотечения. Мы[кто?] не нашли данных, которые бы позволили сравнить безопасность этих двух лекарств. Кроме того, не было подтверждено или исключено, что фондапаринукс оказывает какое‐либо значимое влияние на смертность, образование тромбов или кровотечения, в сравнении с гепаринами. Аналогично, имеющиеся доказательства не показали каких‐либо различий между далтепарином и тинзапарином в отношении всех изученных исходов. Мы[кто?] оценили качество доказательств по далтепарину как низкое в отношении всех изученных исходов. Низкомолекулярный гепарин (НМГ), возможно, превосходит нефракционированный гепарин (НФГ) в снижении смертности при начальном лечении венозной тромбоэмболии (ВТЭ) у больных раком. Уверенность в этом эффекте снижается как из-за риска смещения во включенных исследованиях, так и из-за вероятности смещения публикации.